# 李萬傑
李萬傑（1806年—1862年），字希白，号俊民，清朝政治人物、同进士出身。

## 生平
道光十四年（1834年），乡试中举。道光十八年（1838年），登进士三甲，授刑部主事、刑部奉天司、云南司行走。后经安澜举荐，以知府补用，保升道员。之后署苏松常镇太督粮道，常镇通海道，官至黄河道。有学生李鸿章。